# Piccoli brividi (film)
Piccoli brividi (Goosebumps) è un film del 2015 diretto da Rob Letterman.
La pellicola, una commedia horror con protagonista Jack Black, non è l'adattamento cinematografico diretto di uno dei libri di Piccoli brividi, serie di romanzi brevi scritta da R. L. Stine, che compare nel film in un piccolo cameo, ma racconta di un universo il cui protagonista è lo stesso Stine.
Il film è uscito nelle sale statunitensi il 16 ottobre 2015 e ha ricevuto critiche generalmente positive da parte del pubblico e della critica cinematografica, che hanno elogiato la sua fedeltà al materiale letterario originale, il ritmo e l'umorismo.
La Mondadori ha pubblicato, il 4 gennaio 2016, il romanzo tratto dal film, col titolo Piccoli brividi - La storia.
Un sequel stand-alone, intitolato Piccoli brividi 2 - I fantasmi di Halloween, è uscito nel 2018.

## Trama
Dopo la morte del padre, l'adolescente Zach Cooper e sua madre Gale si trasferiscono da New York a Madison, nel Delaware, mentre a tentare di aiutarlo è la sua zia materna Lorraine Gale. Stabilitosi nel quartiere, Zach incontra la sua giovane, affascinante e avventurosa vicina di casa Hannah, il cui padre iperprotettivo, misantropico, irascibile e misterioso gli dice di stare lontano.
La mattina dopo al liceo locale dove Gale viene presentata come la nuova vice preside, Zach fa amicizia con uno studente codardo ma amichevole di nome Champ. Quella sera, Hannah invita Zach in un parco di divertimenti abbandonato che lei conosce bene, dove si conoscono meglio. Al ritorno a casa, il padre di Hannah lo avverte di nuovo di stare lontano, o succederanno cose brutte.
Più tardi, Gale deve supervisionare un ballo scolastico, lasciando Zach con sua zia Lorraine. Temendo che Hannah sia in pericolo, Zach inganna suo padre facendolo andare alla stazione di polizia mentre lui e Champ entrano in casa sua. Trovano uno scaffale con numerosi manoscritti chiusi a lucchetto, ognuno dei quali cataloga le vecchie storie dei Piccoli brividi. In risposta alla curiosità di Champ, Zach apre un libro, intitolato Il mostro delle nevi a Pasadena, e il mostro titolare della storia emerge da esso e fugge. Con l'aiuto di Hannah, rintracciano l'abominevole uomo delle nevi su una pista di pattinaggio locale dove appare il padre di Hannah e lo imprigiona nuovamente nel manoscritto.
Lo strampalato padre di Hannah rivela involontariamente di essere R. L. Stine, il celebre autore della serie di libri per ragazzi Piccoli brividi. L'uomo rivela che tiene a bada i mostri che ha creato imprigionandoli nelle pagine dei suoi libri: inizialmente ha scritto le storie per far fronte a gravi episodi di bullismo infantile. Allora, preso dalla collera e dal rancore, inventò i mostri dei suoi libri come suoi "amici immaginari" per vendicarsi terrorizzando i lettori, ma un giorno le sue creature sono diventate reali; per proteggere il mondo e sé stesso dalle sue creature decise di chiudere a chiave tutti i suoi libri.
Di ritorno a casa di R. L. Stine, il diabolico pupazzo parlante Slappy, assetato di vendetta verso lo scrittore per essergli stato amico e poi averlo abbandonato dentro il libro della sua storia, fugge a bordo della macchina stregata con tutti i manoscritti di Stine. Poi con l'aiuto delle piante mangia-uomini del libro Il bosco dei mostri blu fa abbattere i ripetitori (rendendo impossibili le comunicazioni col mondo esterno), libera molti dei suoi compagni mostri, causando scompiglio a Madison, e incenerisce i manoscritti, impedendo di essere imprigionati nuovamente.
Stine, Zach, Hannah e Champ si rendono conto che l'unico modo per rinchiudere nuovamente le creature è scrivere un nuovo manoscritto da Piccoli Brividi (basandosi sulle vicende che stanno vivendo e servendosi della macchina da scrivere dello stesso Stine). Lungo la strada per rimediare al problema, i quattro protagonisti avranno spiacevoli incontri con altre creature già liberate (gli gnomi dell'omonimo libro titolare, lo stesso abominevole uomo delle nevi, la gigantesca mantide religiosa de Gli orrori di Shock Street, il lupo della palude Will Blake, eccetera) mentre Slappy e gli alieni del libro L'invasione degli Stritolatori (e la sua seconda parte della storia) si insediano nella stazione di polizia, rendendola il loro quartier generale. I protagonisti intanto riescono a trovare la macchina da scrivere (esposta in una vetrina del Liceo), ma Slappy li rintraccia e libera tutti i mostri dei racconti originali, invitandoli a distruggere Stine e dominare la città a cose fatte. Le creature cominciano ad invadere la scuola, ma i quattro, con un diversivo, riescono ad allontanarli dall'istituto e rallentarli; per ultimare la storia essi si nascondono nel luna park abbandonato nella foresta. Però Slappy e il suo esercito di mostri li trovano presto grazie al lupo mannaro che, grazie al suo olfatto, ha seguito l'odore di Stine.
Mentre Stine riesce a distrarre Slappy facendosi intrappolare dal mostruoso blob i ragazzi si rifugiano sulla ruota panoramica, riescono ad ultimare il romanzo e lo aprono, risucchiando dentro tutti i mostri, compresi Slappy e Hannah (che in realtà è Hannah Fairchild, una ragazza fantasma ed eroina del libro titolare Il fantasma della porta accanto, scritta da Stine per essere sua "figlia adottiva" in cui potesse colmare la sua solitudine). Infine Stine e Zach, diventati finalmente amici, osservano la copertina del romanzo dove è rinchiusa l'unica persona che entrambi hanno in comune. Pochi giorni dopo Stine diventa insegnante, ha una relazione con Lorraine (la già citata zia di Zach) e ha scritto un nuovo libro per far tornare Hannah nel mondo reale per poterla far ricongiungere con Zach; i due innamorati, felicemente riuniti, escono insieme dalla scuola come fidanzati. Il film, però, termina con un colpo di scena: il ragazzo invisibile Brent Green è rimasto nell'istituto e scrive la sua vendetta proprio davanti allo sguardo impaurito di Stine in cui urla di terrore, conscio che l'incubo è ancora vivo.

## Produzione

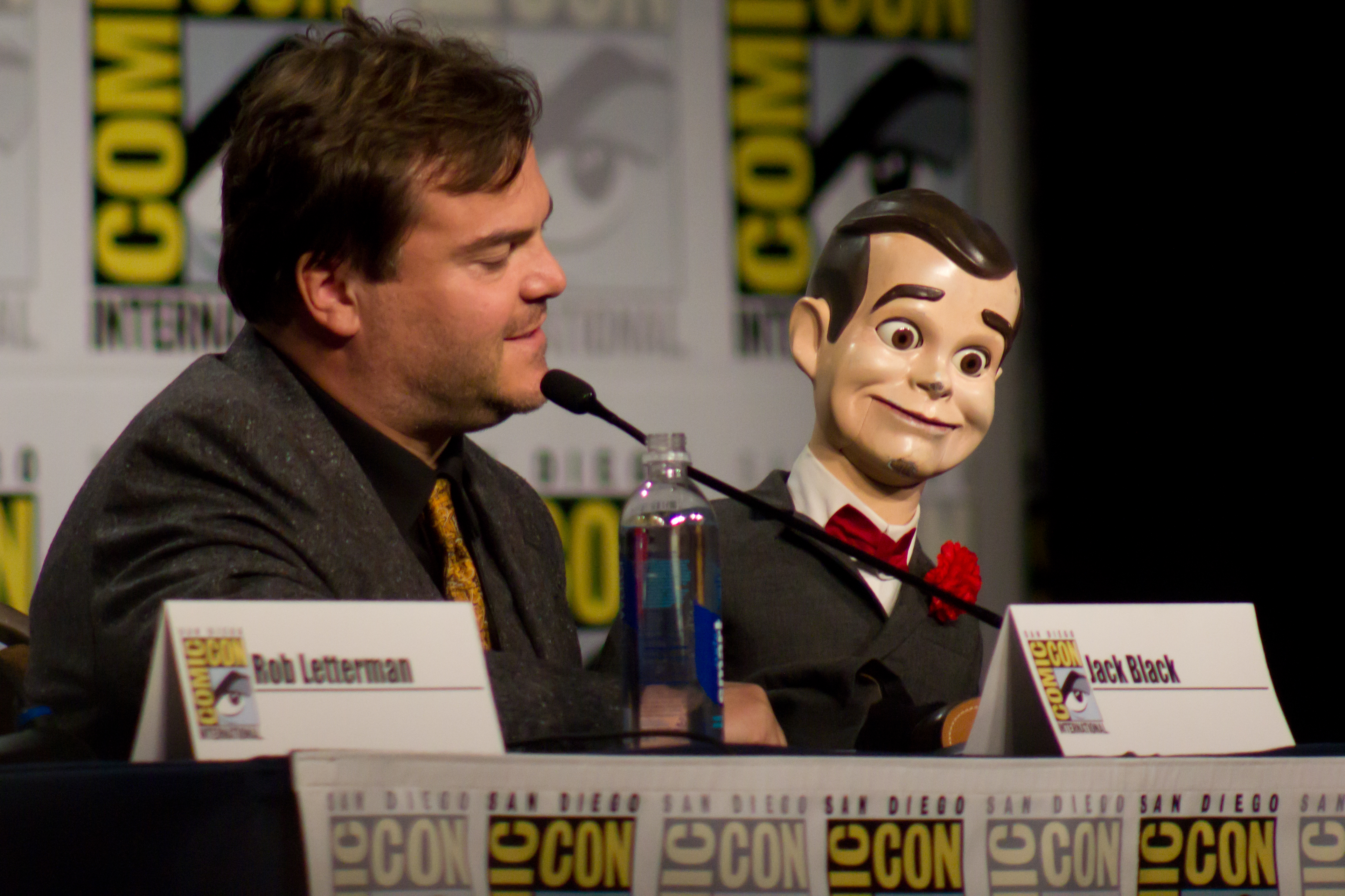
Jack Black pubblicizza (insieme a Slappy) il film al San Diego Comic-Con International 2014

Il budget del film è stato di 58 milioni di dollari.

## Promozione
Il primo trailer del film viene diffuso l'8 luglio 2015, mentre la versione italiana arriva il giorno seguente.

## Distribuzione
La pellicola è stata distribuita nelle sale cinematografiche statunitensi a partire dal 16 ottobre 2015, mentre in Italia a partire dal 21 gennaio 2016.

## Accoglienza

### Incassi
Il film ha incassato 158 milioni di dollari in tutto il mondo.
In Messico ha finora rappresentato la sua più grande apertura nonché il più grande mercato in termini di guadagni totali con 7,1 milioni di dollari, seguito da Australia (6,3 milioni di dollari) e Regno Unito e Irlanda (6 milioni di dollari). Ha aperto al primo posto in Regno Unito e Irlanda con 3,9 milioni di dollari, mentre in Russia ha aperto al secondo posto con 1,27 milioni; in Francia ha aperto con 1 milione.

### Critica
Sul sito Rotten Tomatoes il film riceve il 78% di recensioni professionali positive su 164, con una valutazione di 6,4/10.
Il sito BadTaste.it scrive: "A chi sostiene che un certo cinema per ragazzi non si faccia più, quello intelligente, avventuroso e appassionante, che li tratti da persone con un cervello e non da imbecilli con un telecomando, bisognerebbe far vedere Piccoli Brividi, vero gioiello della categoria". Comingsoon.it loda il film, ricordando però che non è pensato per tutti: "Se si hanno meno di nove anni, ci si può spaventare troppo, se al contrario se ne hanno più di 12, il materiale appare bambinesco. Il film su Piccoli brividi è però digeribile anche per qualche adulto più tollerante, grazie all'approccio scelto dalla ditta Rob Letterman - Jack Black. Non arriveremmo a consigliare di vederlo senza la compagnia e il sostegno di un piccolo spettatore nel target, però l'assenza di pretese di Piccoli brividi suscita comunque simpatia".
Kevin P. Sullivan di Entertainment Weekly ha assegnato al film una valutazione B, citando alla fine della sua recensione: "Niente su Piccoli brividi è rivoluzionario, a un certo punto potresti renderti conto che è come se Nickelodeon producesse Quella casa nel bosco, ma è un viaggio mai noioso in un mondo, dove le storie e l'immaginazione sono strumenti potenti, che potrebbero ispirare i bambini a fare la cosa più spaventosa di tutte: prendere un libro".
Geoff Berkshire di Variety ha scritto: "Il sovraccarico di ADHD combinato con un approccio all'horror comprensibilmente adatto ai bambini (nessuno è mai in pericolo reale e i mostri non sono mai troppo spaventosi) si traduce in un prodotto usa e getta destinato a piacere a tutti ma che probabilmente risuonerà con nessuno."

## Riconoscimenti
- 2016 - Saturn Award
  - Candidatura per il miglior film fantasy
- 2016 - Golden Trailer Awards
  - Candidatura per il miglior poster di un film d'animazione o per famiglie
- 2016 - Visual Effects Society Award
  - Candidatura per i migliori effetti visivi
- 2016 - Young Artist Awards
  - Candidatura per la miglior performance in un film di una giovane attrice protagonista (14 - 21 anni) a Odeya Rush

## Sequel
Il 2 settembre 2015, ancor prima dell'uscita nelle sale del film, la Sony annuncia di essere già al lavoro per il sequel che darà vita ad un franchise cinematografico, confermando la presenza di Jack Black anche nei seguenti capitoli. Nel gennaio 2017 la Sony fissa la data di uscita del sequel al 26 gennaio 2018, confermando che il regista Rob Letterman e lo sceneggiatore Darren Lemke torneranno nei loro ruoli insieme ai produttori del primo capitolo. Nel febbraio seguente, viene rinviata la data di uscita e fissata al 21 settembre 2018. Nel maggio 2017 viene diffuso il primo artwork pubblicitario del sequel, che si intitolerà Goosebumps - Horrorland. Nel marzo 2018 si uniscono al cast gli attori Wendi McLendon-Covey, Ken Jeong e Chris Parnell.
Nell'aprile 2018 viene annunciato il titolo del sequel, che sarà Piccoli brividi 2 - I fantasmi di Halloween (Goosebumps: Haunted Halloween).

## Serie televisiva
Il 28 aprile 2020, è stato annunciato che Scholastic Entertainment, Sony Pictures Television Studios e la società di produzione del film originale di Neal H. Moritz stavano lavorando a un'omonima serie televisiva reboot, che ha prodotto il film del 2015 e il suo sequel del 2018. Nel marzo 2021, R. L. Stine ha dichiarato che la serie ha trovato un produttore e un regista. Nel febbraio 2022 è stato annunciato che la serie sarebbe arrivata su Disney+, e ha debuttato il 13 ottobre 2023.